# پشت‌نقطه‌ای‌های اسفنج‌زی
پشت‌نقطه‌ای‌های اسفنج‌زی (نام علمی: Manonichthys) یک سرده از ماهیان پرتوباله از زیرخانواده Pseudochrominae است که یکی از چهار زیرخانواده در خانواده پشت‌نقطه‌ایان (Pseudochromidae) است. آنها در مناطق گرمسیری شرق اقیانوس هند و غرب اقیانوس آرام یافت می‌شوند. بسیاری از گونه‌های Manonichthys در بدن اسفنج‌های بزرگ زندگی می‌کنند، نام سرده به کلمه یونانی برای نوعی اسفنج، manon، در ترکیب با کلمه یونانی برای «ماهی»، ichthys اشاره دارد.